# زيربولو (بافيا)
زيربولو (بالإيطالية: Zerbolò)‏ هي بلدة تقع في مقاطعة بافيا بإقليم لومبارديا في شمال إيطاليا. تبلغ مساحة هذه المدينة 37.8 (كم²)، وترتفع عن سطح البحر م، بلغ عدد سكانها 1277 نسمة في عام 2004 حسب إحصاء المعهد الوطني للإحصاء.

## السكان
في سنة 1861 بلغ عدد السكان 1٬903 نسمة، وتطور العدد ليصل في سنة 2011 لـ 1٬653 نسمة.
يظهر هذا المخطط البياني تطور النمو السكاني لـ زيربولو (بافيا)